# Abbazia di San Vittore alle Chiuse

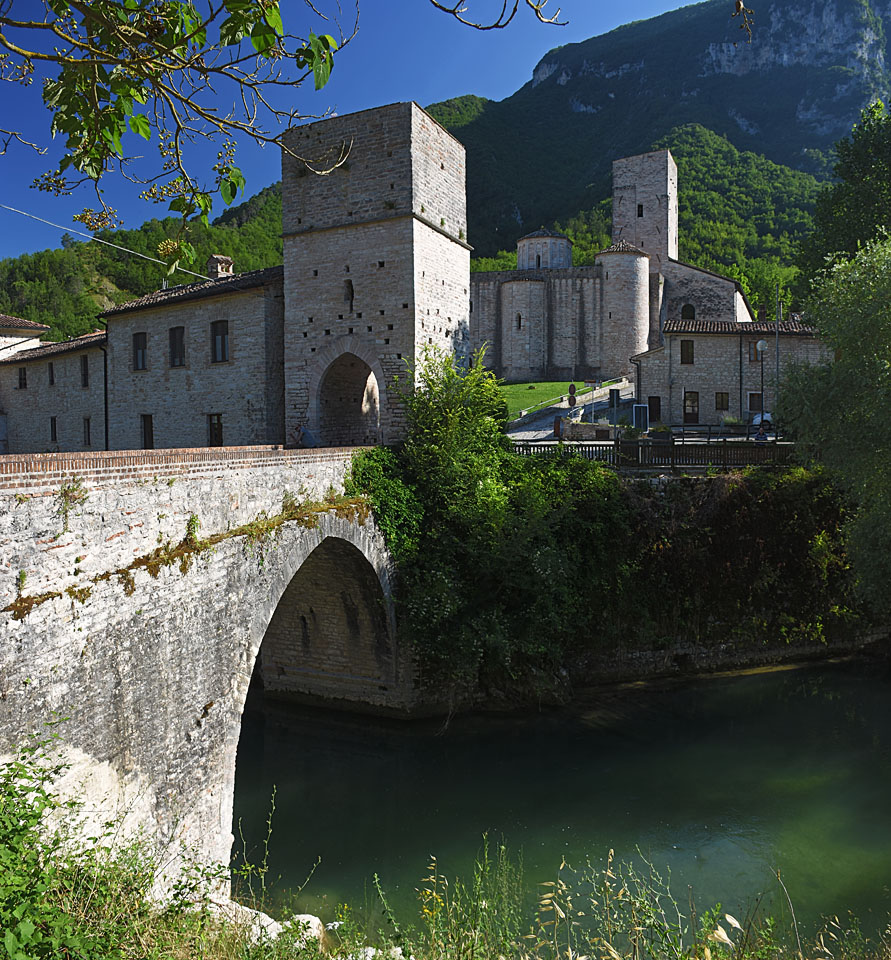
San Vittore con il vecchio ponte sul fiume Sentino

La chiesa di San Vittore alle Chiuse o "delle Chiuse" è un edificio romanico che si trova a San Vittore Terme nel comune di Genga (provincia di Ancona), in posizione isolata alla confluenza del fiume Sentino nell'Esino e presso la gola e le grotte di Frasassi. È stata dichiarata monumento nazionale nel 1902.

## Storia

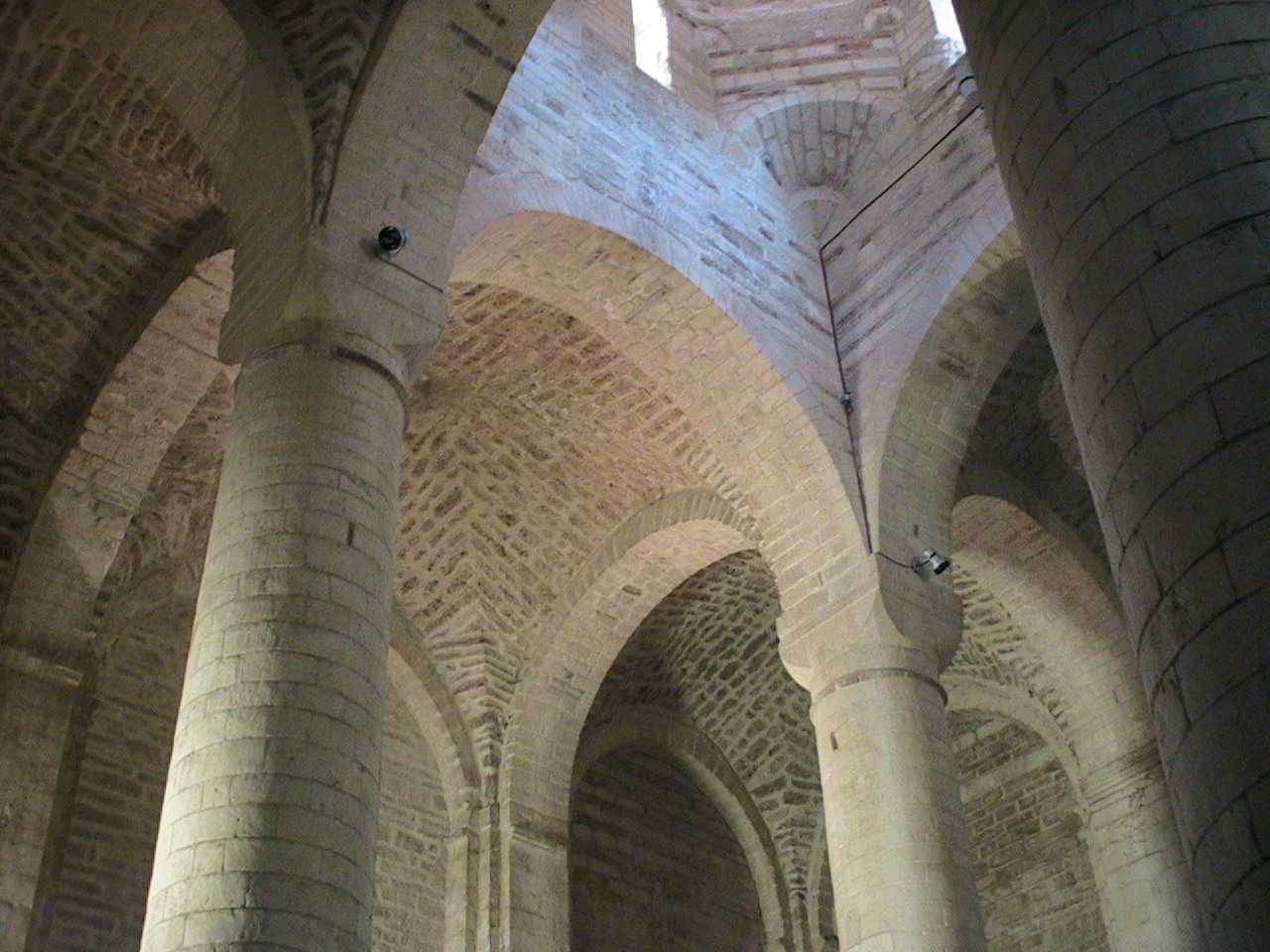
L'interno dell'abbazia

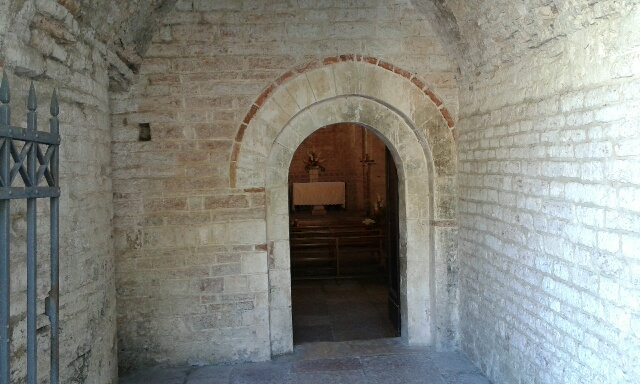
L'entrata dell'abbazia

Sorta come chiesa conventuale benedettina di un complesso monastico documentato fin dal 1007, la sua edificazione dovrebbe risalire al periodo 1060-1080. e nonostante pesanti restauri novecenteschi mostra ancora l'articolazione volumetrica originale.
All'inizio del XIII secolo il convento raggiunge il periodo di maggiore splendore, esercitando la giurisdizione su 42 chiese e su vasti beni e territori.
Dopo una lunga decadenza, nel XV secolo l'abbazia fu soppressa; del complesso monastico rimangono solo pochi ambienti.

## Architettura
La chiesa, costruita in pietra calcarea, presenta una pianta a croce greca iscritta in un perimetro quasi quadrato, con quattro colonne che dividono la chiesa in nove campate coperte da volte a crociera a parte quella centrale sulla quale si imposta una cupola con tiburio ottagonale, poggiante sulle colonne, tramite arconi e pennacchi a tromba. Sono presenti cinque absidi semicircolari lungo il perimetro: una su ciascun fianco e tre sul lato absidale a oriente. La facciata è caratterizzata da una bassa torre cilindrica e da un alto torrione quadrangolare che probabilmente ha sostituito l'altra torre cilindrica in epoca successiva. Le due torri e la compatta volumetria contribuiscono a dare alla chiesa un aspetto di fortezza.
Alcune caratteristiche della chiesa come la pianta a croce greca iscritta in un quadrato, la disposizione delle absidi, la facciata con atrio chiuso tra due torri, quasi a costituire un westwerk e il trattamento decorativo esterno con archetti pensili, sono condivise da un gruppo ben definito di chiese marchigiane extraurbane, con volume esterno massiccio e quasi cubico.. Si tratta in particolare della chiesa di San Claudio al Chienti (ritenuta la capostipite della serie), l'abbazia di Santa Maria delle Moie e la chiesa di Santa Croce di Sassoferrato.
Generalmente lo schema planimetrico a pianta centrale è stato riferito ad una influenza bizantina.
Di recente è stato invece sostenuta la sostanziale indipendenza della costruzione da modelli orientali e la sua derivazione invece da modelli occidentali di origine nordica, variamente rintracciabili in chiese tedesche, normanne, lombarde e pugliesi.. Anche nel sobrio trattamento delle superfici murarie esterne, con archetti ciechi e lesene potrebbe essere riconosciuto un'influenza dell'architettura lombarda.
All'interno la struttura si presenta spoglia, fatta eccezione per una particolare incisione nei pressi della porta a sinistra dell'altare, che sembra raffigurare un otto o un simbolo dell'infinito in verticale del quale non si conosce scopo o significato.